# Watertoren (Moordrecht)
De watertoren in Moordrecht is ontworpen door architect P.D. Stuurman, in de stijl van de Late Amsterdamse School, als onderdeel van de Koninklijke Vereenigde Tapijtfabrieken. Het fabrieksgebouw, dat in dezelfde bouwstijl werd opgetrokken, is in 1996 gesloopt. De toren is behalve bij de fabriek ook in gebruik geweest voor drinkwaterlevering aan de inwoners van Moordrecht en deed dienst als openbaar badhuis. Sinds 1978 is de toren als watertoren buiten gebruik. De watertoren heeft een hoogte van 33 meter en bevatte een waterreservoir van 100 m³. De toren is inmiddels verbouwd tot atelier met woning.

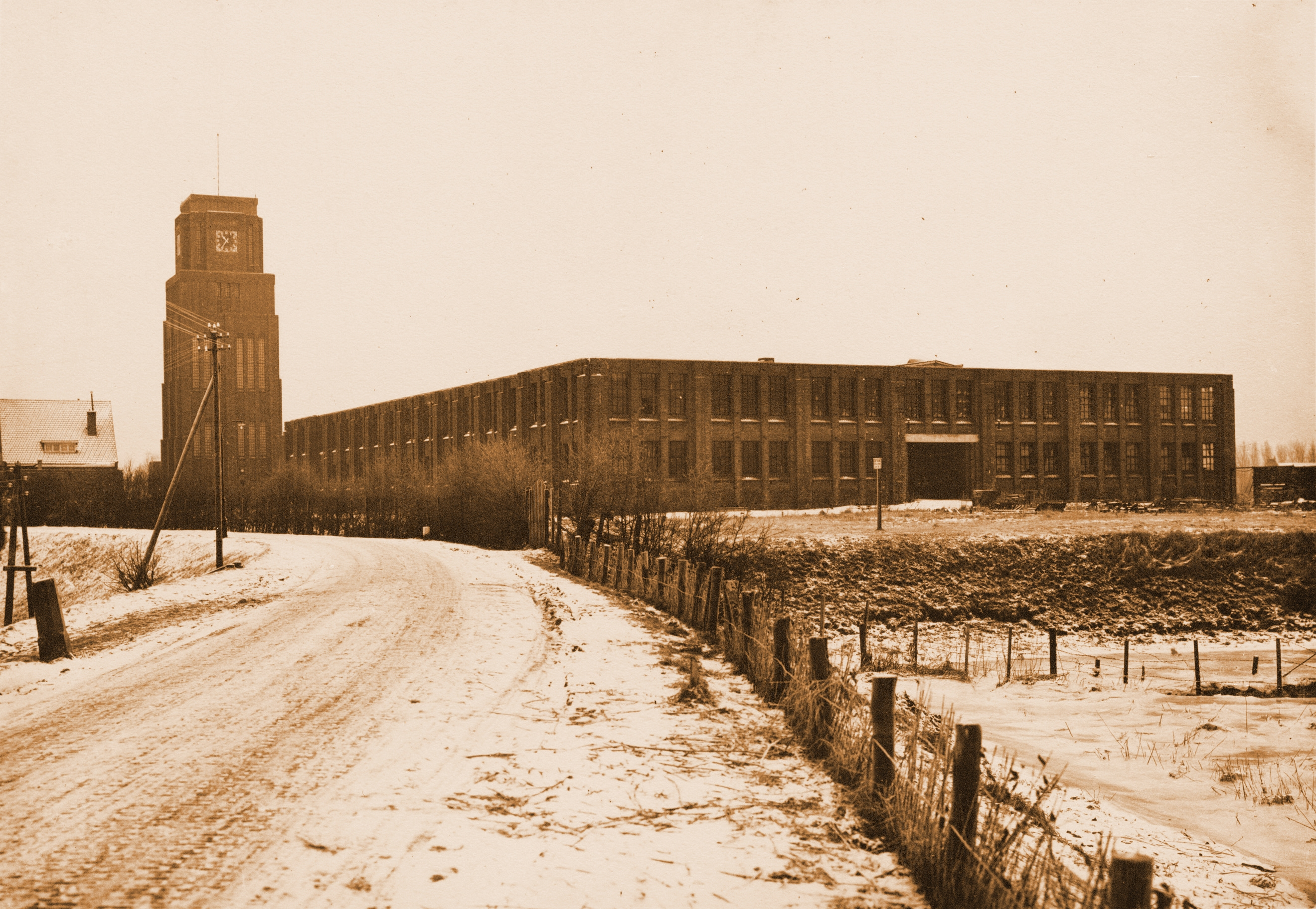
De watertoren met fabrieksgebouw in 1925

Alblasserdam ·
Alphen aan den Rijn
(Hoorn ·
Prins Hendrikstraat) ·
Barendrecht ·
Bergambacht ·
Bodegraven ·
Boskoop ·
Boven-Hardinxveld ·
Brielle ·
Delft
(Wateringsevest ·
Stromingslaboratorium ·
Getijmodellaboratorium) ·
Den Haag ·
Dirksland ·
Dordrecht
(Villa Augustus · DuPont) ·
Dubbeldam ·
Gorinchem ·
Gouda ·
's Gravendeel ·
Hazerswoude-Rijndijk ·
Heinenoord ·
Hellevoetsluis ·
Hillegom ·
Hendrik-Ido-Ambacht ·
Katwijk ·
Klaaswaal ·
Krimpen aan de Lek ·
Kwintsheul ·
Leerdam
(1900 ·
1912 ·
1929) ·
Leiden ·
Loosduinen ·
Maassluis ·
Meije ·
Monster ·
Moordrecht ·
Naaldwijk ·
Nieuw-Lekkerland ·
Noordwijk ·
Oud-Beijerland ·
Ouderkerk aan den IJssel ·
Poeldijk ·
Rijsoord ·
Rijswijk
(Jaagpad ·
Sammersweg) ·
Roelofarendsveen ·
Rotterdam
(De Esch ·
Delfshaven ·
IJsselmonde ·
Mallegat ·
Europoort) ·
Sassenheim ·
Schoonhoven ·
Sliedrecht ·
Slikkerveer ·
Strijen ·
Vlaardingen 
(1885 ·
1895 ·
Nieuwe) ·
Voorburg ·
Voorschoten ·
Wassenaar ·
Zoetermeer ·
Zuidzijde ·
Zwijndrecht